# Johannes Hofmeister
Johannes Gjurup Hofmeister (1. december 1914 i Hjørring – 26. august 1990 I Hjørring) var en dansk kunstner.
Hele sit liv boede Hofmeister på Hjørring-egnen. I årene 1966-90 boede han i Vennebjerg Mølle, som han ejede indtil 1987. Motiverne fandt han i sit hjem eller i landskabet omkring ham.
Hofmeister voksede op i et religiøst hjem, hvilket hans tidligste værker bærer præg af. Det er høje figurbilleder, hvor højtideligheden er lige så udbredt i de verdslige motiver med mennesker på arbejde eller i hjemmet som i de religiøse motiver med bedende figurer. Hofmeisters tidlige stil var naturalistisk med tendens til en farvemæssig og lineær forenkling. Omkring 1952 åbnede motivverdenen sig i Hofmeisters værker, og de første billeder fra Hjørring Bjerge dukkede op. Selvom Hofmeister nu fandt alle sine motiver udendørs, vedblev de at være lukkede scenerier. Man synes at være konfronteret med en scene, hvor de statuariske figurer er tavse og tænksomme aktører. Fra 1950 udviklede Hofmeister sine udendørsmotiver: Landskab, huse og figurer i et stiliseret formsprog.
I Folketinget på Christiansborg Slot hænger et maleri af den socialdemokratiske statsminister Jens Otto Krag, malet af Hofmeister.